# Villáspálmafélék
A villáspálmafélék (Cyclanthaceae) a csavarpálma-virágúak (Pandanales) rendjének egyik családja, 12 nemzetséggel. A neotropikus flórabirodalomban találhatók meg képviselői. Korábbi rendszerekben a pálmavirágúak (Palmales, Arecales) utolsó alcsaládjaként szerepeltek Cyclanthoideae néven. Soó Rezső átmeneti csoportnak tekintette a pálmafélék (Palmae, Arecaceae) és a kontyvirágfélék (Araceae) között a hasonló felépítésű torzsavirágzat miatt. A Cyclanthus nemzetségeben ugyanis a csavarszerű torzsavirágzatot 4 húsos buroklevél övezi, melyet homológnak tartottak a kontyvirágfélék buroklevelével, a spátával, valamint a gyékényfélék (Typhaceae) torzsavirágzatát eleinte védő zöld buroklevéllel.

## Jellemzőik
A villáspálmafélék pálmákra emlékeztető, rizómás vagy évelő lágyszárú, ritkább esetben kúszó liánszerű vagy epifita növények. 
A levelek átellenesek vagy kétsorosak, a levéllemez a levélgerinc tövén villásan elágazó, a lemez kéthasábú vagy legyezőszerűen hasogatott, redőzött.
A virágok egyivarúak, a növények mindig egylakiak. A  virágzatokban egy termős virágot körülvevő négy porzós alkot egy-egy virágzati egységet. Ezek spirálisan vagy örvökben állnak a torzsavirágzat tengelyén.
A keletkező magvak száma igen sok, endospermiumuk keményítőben gazdag.
A termés bogyó, melyek egymással és a torzsatengellyel összenőhetnek.
A legismertebb fajuk a Carludovica palmata, melyből a panamakalapot készítik.